# 熊本市立城山小学校
熊本市立城山小学校（くまもとしりつ じょうざんしょうがっこう）は、熊本県熊本市西区城山大塘一丁目にある公立小学校。

## 沿革
- 1878年（明治11年） - 上代小学校創立
- 1879年（明治12年） - 大塘小学校創立
- 1884年（明治17年） - 半田小学校創立
- 1890年（明治23年） - 上代小学校、大塘小学校、半田小学校の3小学校を統合し城山尋常小学校と称する
- 1941年（昭和16年） - 城山国民学校に改称
- 1944年（昭和19年） - 三和町立三和国民学校に改称
- 1947年（昭和22年） - 飽託郡三和町立三和小学校に改称
- 1950年（昭和25年）
  - 4月 - 三和西小学校を高橋分校とする
  - 5月1日 - 城山村立城山小学校に改称
- 1953年（昭和28年） - 熊本市立城山小学校に改称

## クラブ活動

### 運動部
- 陸上部

### 文化部
- 音楽部